# Karl I. (England)

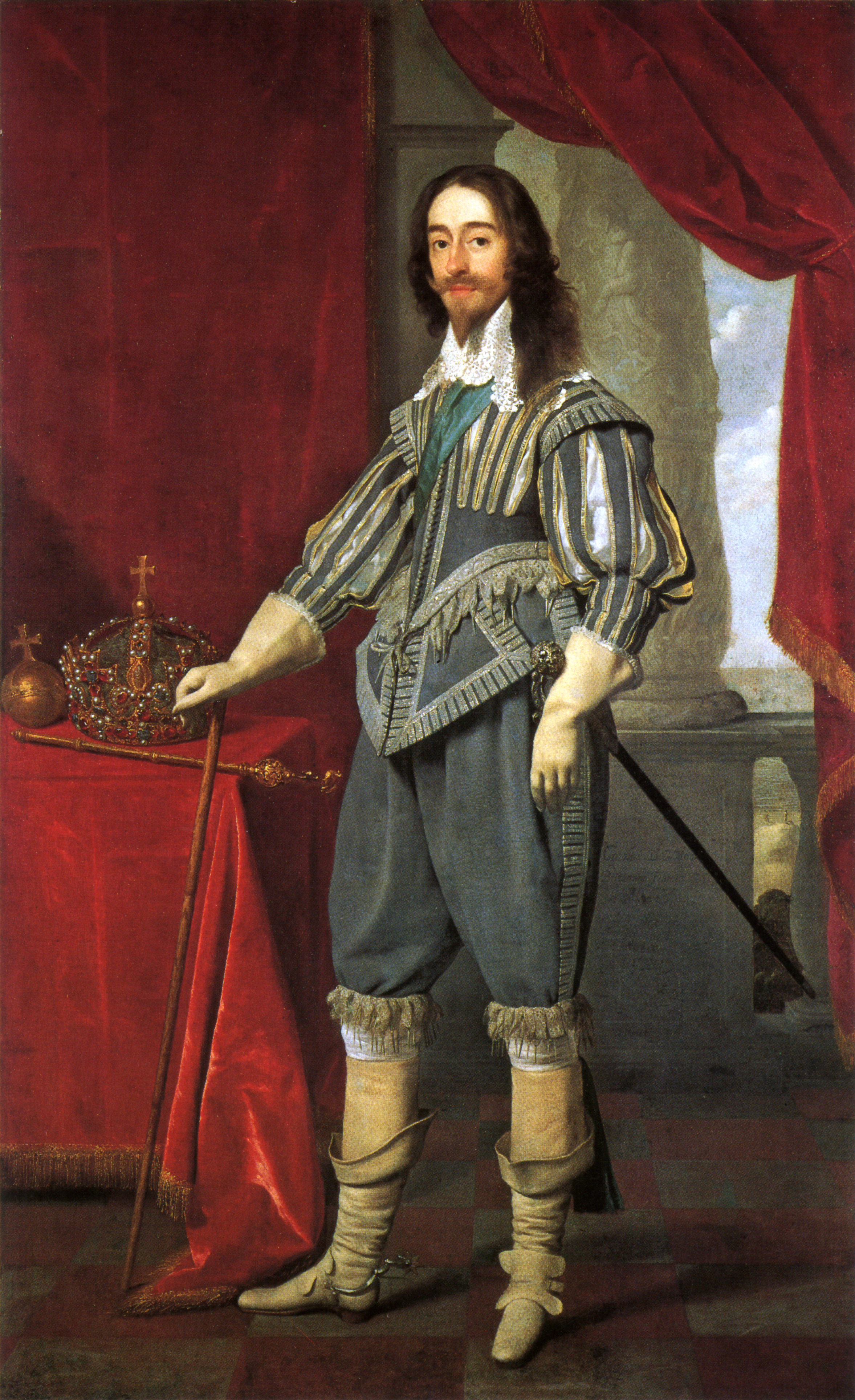
König Karl I., Porträt von Daniel Mytens (1631)

Karl I. (englisch Charles I [t͡ʃɑːlz ðə fɘːst]; * 19. November 1600 in Dunfermline; † 30. Januar 1649 in London) aus dem Haus Stuart war von 1625 bis 1649 König von England, Schottland und Irland. Seine Versuche, in England und Schottland eine gleichförmige Kirchenverfassung einzuführen und im Sinne des Absolutismus ohne Parlament zu regieren, lösten den englischen Bürgerkrieg aus, der mit Karls Hinrichtung und der zeitweiligen Abschaffung der Monarchie endete.

## Leben

### Herkunft und frühe Zeit
Karl war der zweite Sohn von König Jakob VI. (englisch: James) von Schottland und dessen Ehefrau Anna von Dänemark. Anlässlich seiner Taufe am 23. Dezember 1600 erhielt er die Adelstitel Duke of Albany, Marquess of Ormond, Earl of Ross und Lord Ardmannoch. Jakob übersiedelte 1603 infolge seiner Inthronisation als Jakob I., König von England und König von Irland, aus Edinburgh nach London, so dass Karl im Alter von drei Jahren nach England kam. Nachdem sein älterer Bruder Henry Frederick am 6. November 1612 überraschend im Alter von 18 Jahren gestorben war, wurde Karl Thronfolger und am 4. November 1616 offiziell zum elften Prince of Wales ernannt.
Jakob schloss im März 1612 ein Bündnis mit der deutschen Protestantischen Union. Daraufhin wurde im Mai 1612 ein Ehekontrakt zwischen seiner Tochter Elisabeth und dem Kurfürsten Friedrich V. von der Pfalz unterzeichnet. Im November 1619 nahm Friedrich – gegen den Rat seines Schwiegervaters und vieler anderer – die Krone Böhmens an, welche ihm die protestantischen böhmischen Stände angeboten hatten, nachdem sie den Habsburger Ferdinand II. abgesetzt hatten. Aber nach nicht einmal einjähriger Regentschaft wurde er von Truppen der Katholischen Liga ins Exil vertrieben, was ein Mitauslöser für den Dreißigjährigen Krieg war. Spanisch-habsburgische Truppen besetzten die Kurpfalz. Um seine Tochter und seinen Schwiegersohn wieder in ihr Kurfürstentum zu bringen, die Eskalation des in Böhmen ausgebrochenen Glaubenskrieges zu verhindern und sich selbst in eine Schiedsrichterposition zu bringen, versuchte Jakob zwischen den religiösen Parteien zu vermitteln. Er suchte die Annäherung zum katholischen Spanien: Zu diesem Zweck plante er die Ehe seines Thronerben Karl mit Maria Anna von Spanien, der Schwester des spanischen Königs Philipp IV. Eine solche Verbindung hätte nebenbei eine für England nachteilige französisch-spanische Annäherung konterkariert, das Haus Stuart aufgewertet und durch eine hohe Mitgift die Staatsfinanzen Englands saniert.

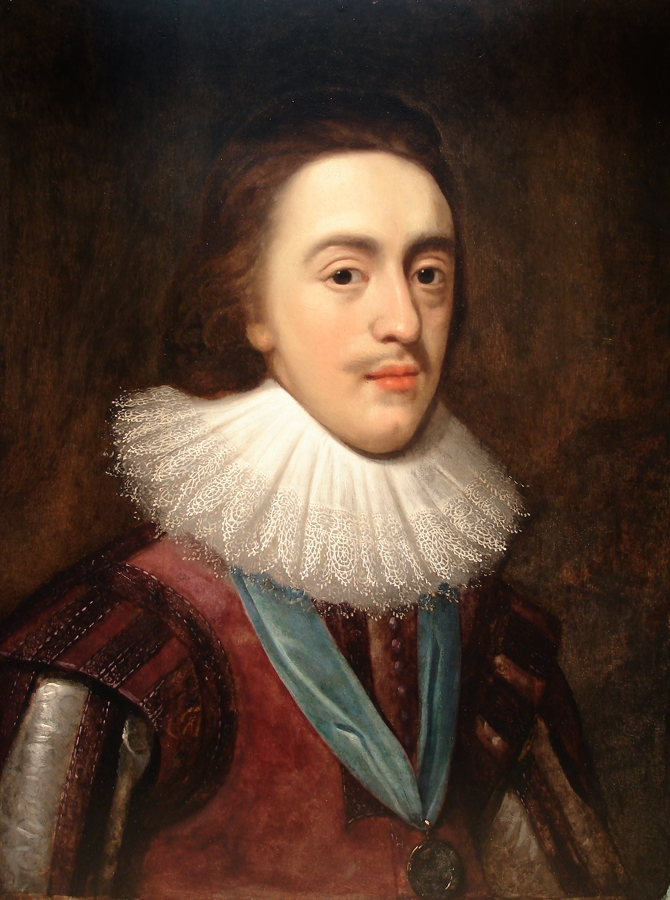
Kronprinz Karl (um 1623), Gemälde von Daniel Mytens

Wohl in der Absicht, die hinhaltende Position der Spanier zu durchbrechen und endlich Ergebnisse vorweisen zu können, reisten Prinz Karl und der engste Berater des Königs, Lord Buckingham, im Februar 1623 nach Madrid. Dort forderten sie den umgehenden Abschluss eines Ehevertrages und die Räumung der pfälzischen Gebiete. Die spanische Regierung verlangte ihrerseits die Konversion des Prinzen zum Katholizismus. Dies war für England in jeder Hinsicht inakzeptabel und kam einer Zurückweisung gleich. Nach ihrer Rückkehr im Oktober 1623 läuteten Karl und Buckingham die von den Zeitgenossen so bezeichnete „Blessed Revolution“ ein – einen fundamentalen Umschwung in der bisher spanienfreundlichen Politik Englands seit 1604. Als Philipp IV. im Januar 1624 die Herausgabe der besetzten Pfalz anbot, falls die Heirat doch noch realisiert würde, weigerte sich Prinz Karl, dem nachzukommen. König Jakob versuchte jetzt ein gegen Habsburg gerichtetes Bündnis mit Frankreich zu schließen, dessen Kernpunkt die Heirat seines Sohnes mit einer französischen Prinzessin sein sollte. Das vom Parlament bereits bewilligte Geld verwandte er dazu, ein Söldnerheer unter dem Grafen von Mansfeld auszurüsten, dessen Ziel die Rückeroberung der Pfalz sein sollte. Die neue Politik war jedoch teuer und beim Volk unpopulär und führte zudem zu keinerlei Vorteilen für England.

### Thronübernahme
Karl folgte seinem Vater am 27. März 1625 als Karl I., König von England, Schottland und Irland auf den Thron. Bereits am 9. April 1625 berief er eine Kommission unter dem Duke of Buckingham ein, welche über die Außenpolitik des Landes beraten sollte. Kernpunkte waren das Verhältnis zu Spanien, ein Bündnis mit Frankreich und Wege zur Wiederherstellung der Pfalz, eventuell mit niederländischer Hilfe. Zumindest der Allianz mit Frankreich kam man ab Mai 1625 einen großen Schritt näher. Karl heiratete am 13. Juni 1625 Henriette Marie de Bourbon, die katholische Tochter des französischen Königs Heinrich IV. und der Maria de’ Medici, die Krönung Karls I. fand schließlich am 2. Februar 1626 in der Westminster Abbey statt.

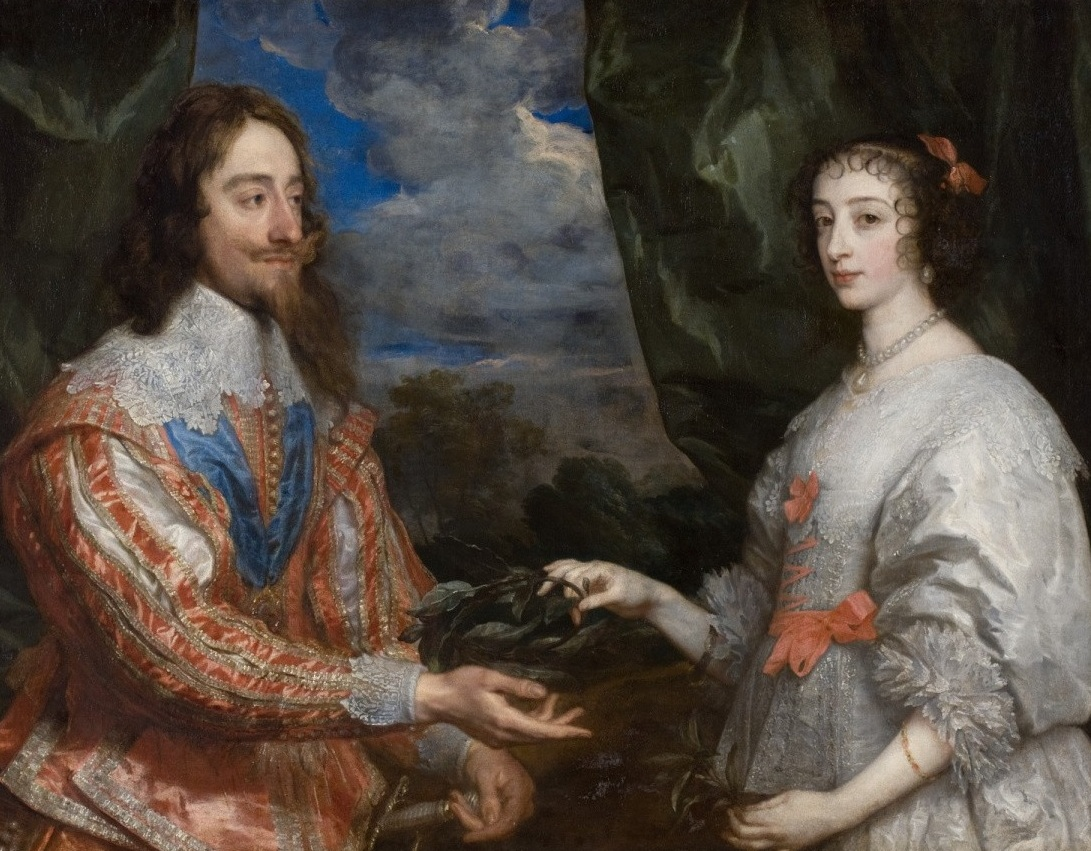
Anthonis van Dyck: Porträt von Karl I. und Henrietta Maria (1632)

Die Außenpolitik Englands wurde jetzt wesentlich aggressiver, der Krieg mit Spanien brach aus. Karl unterstützte die Protestantische Union unter Christian IV. von Dänemark gegen den Kaiser mit £ 30.000 und unterstellte die Mansfelder Truppen den Vereinigten Provinzen, damit sie im Krieg gegen Spanien die Kurpfalz befreien sollten. Ende April 1625 wies Karl die Admiralität an, Kaperbriefe auszustellen, die es erlaubten, Schiffe der Spanier zu überfallen. Am 18. September 1625 konnte der Vertrag von Southampton mit den Vereinigten Provinzen abgeschlossen werden. In ihm verpflichteten sich beide Seiten zu einer gemeinsamen Expedition gegen Spanien. Schließlich schickte England im Oktober 1625 eine Expeditionsflotte unter Sir Edward Cecil nach Spanien ab. Die Engländer überfielen die Hafenstadt Cadiz, traten aber nach Ankunft spanischer Entsatzkräfte am 14. November den Rückzug an, der zu schweren Verlusten führte. 1627 folgte der Duke of Buckingham einem Hilferuf der Hugenotten vor La Rochelle und verwickelte englische Streitkräfte in einen Krieg gegen die französische Krone.

### Beginn des Konflikts mit dem Parlament

Königliches Wappen von Karl I.

Bereits bei Karls Regierungsantritt traten die Konflikte zwischen König und Parlament zutage, die sich schon unter seinem Vater Jakob I. angebahnt hatten. Man vermutet, dass Karl wie dieser ein Verfechter der Theorie des divine right of kings war, nach dem das Herrschaftsrecht der Könige sich allein vom Gottesgnadentum herleitete. Im Mitwirkungsanspruch des Parlaments sah er infolgedessen eine Verletzung dieses Rechts. Daher glaubte er immer wieder, sich über das Parlament hinwegsetzen zu dürfen. Ob Karl wirklich ein absolutistisches Regime anstrebte, ist jedoch fraglich.
In England missbrauchte Karl seine Befugnis, Haftbefehle zu erlassen, indem er von wohlhabenden Bürgern Zwangsdarlehen erpresste mit der Androhung, sie bei Verweigerung der Zahlung ohne Gerichtsverfahren oder das Recht auf Haftprüfung (Habeas Corpus) einsperren zu lassen. Trotz der 1628 durch das Parlament gegen diese Praxis erlassenen Petition of Right verfiel der König bald wieder darauf. 1641 musste Karl, der wegen eines Aufstands von Schotten und Iren in Geldnot war, einem neuerlichen Erlass des Parlaments zustimmen, der Verhaftungen nur noch mit angemessener Begründung zuließ.
Seine Politik hatte zum Krieg mit Spanien geführt, sodass er neue Finanzmittel benötigte, die ihm nur das Parlament bewilligen konnte. Den Parlamentsmitgliedern, unter ihnen viele Puritaner, die bereits die Ehe des Königs mit einer Katholikin missbilligt hatten, war diese Schwäche nicht verborgen geblieben. Anders als bis dahin nach einer Thronbesteigung üblich, bewilligten sie dem König daher 1625 die Einziehung der Hafenzölle (tonnage and poundage), eine der wichtigsten Einnahmequellen des Königtums, nur für ein Jahr anstatt für die ganze Regierungszeit des Königs. Karl löste das Parlament daraufhin auf.
Karl ließ das Unterhaus 1628 wieder zusammentreten, weil er neue Finanzmittel benötigte. Dessen Mitglieder verabschiedeten nun, um sich gegen königliche Willkürakte künftig abzusichern, die Petition of Right mit vier Forderungen, die der König vor der Bewilligung neuer Steuern anerkennen sollte. Der König unterschrieb die Petition, um die benötigten Gelder zu bekommen, hielt sich allerdings nicht an die Forderungen. Er regierte im gleichen Stil weiter wie zuvor und berief 11 Jahre das Parlament nicht mehr ein. Aus den militärischen Auseinandersetzungen in Europa zog er sich aber nach der Ermordung des Herzogs von Buckingham zurück und schloss 1630 Frieden mit Spanien.

### Regierung ohne Parlament

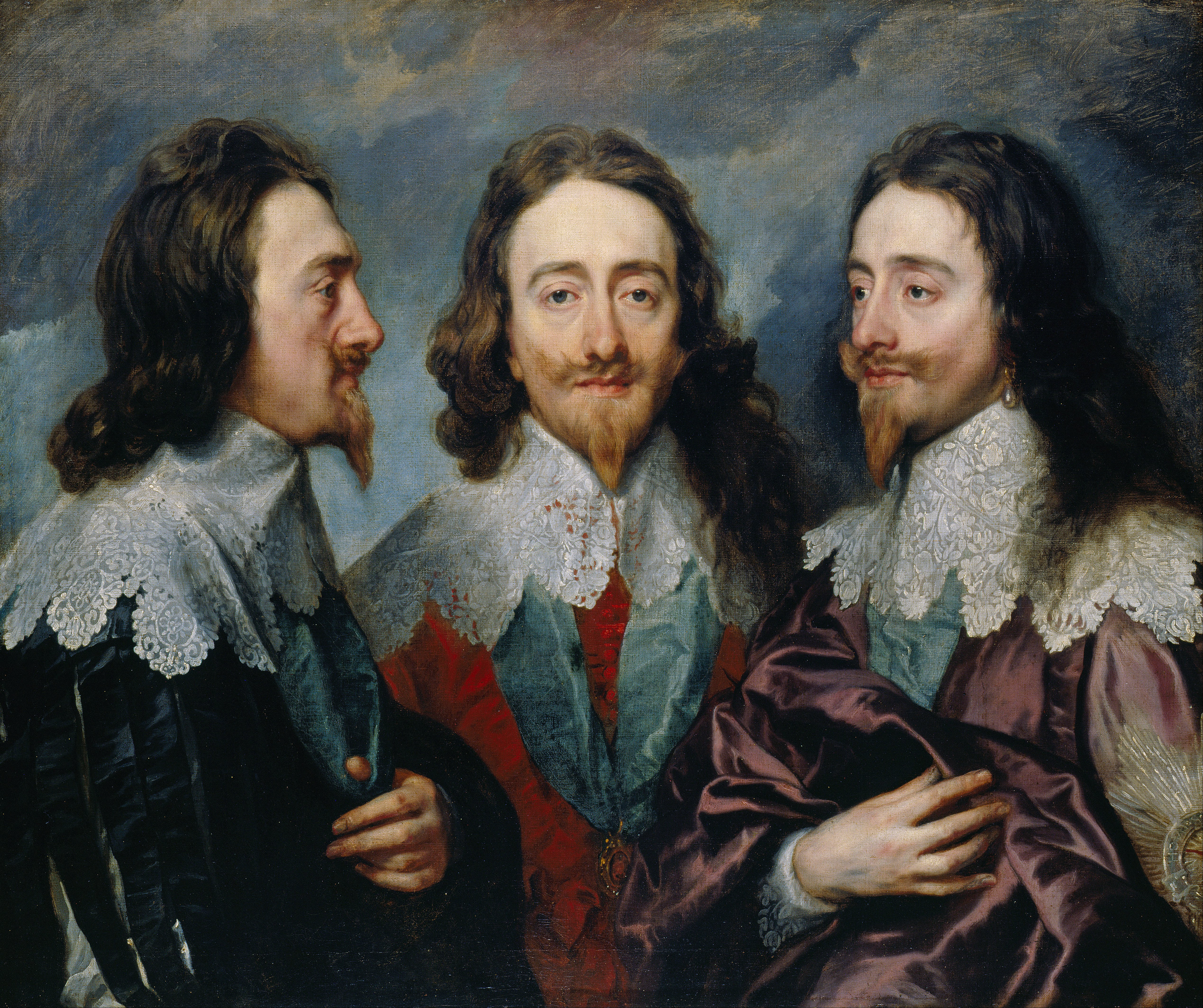
Anthonis van Dyck: Dreifachporträt von Karl I., Öl auf Leinwand (1635/36)

Ab 1629 regierte Karl I. ohne Parlament, gestützt auf seine Vertrauten Thomas Wentworth, 1. Earl of Strafford, und William Laud, Erzbischof von Canterbury. Die Star Chamber war für weltliche Angelegenheiten zuständig, die Hohe Kommission für die kirchlichen Belange. Der Bischof von London wollte die presbyterianische Kirchenverfassung in Schottland abschaffen und die anglikanische Kirche dort einsetzen. Die Schotten protestierten und erhoben sich. Schottische Truppen marschierten in England ein. Am 13. April 1640 trat das Parlament zusammen, weil Karl die Mittel für die Bekämpfung der Schotten benötigte. Ein paar Tage später, am 5. Mai 1640, löste er das Parlament wieder auf. Diese Tagungsperiode wurde als Kurzes Parlament bekannt.
Am 3. November 1640 trat das Parlament erneut zusammen. Da es bis 1660 tagte, wird es als Langes Parlament bezeichnet. Unter der Führung von John Pym kam es zu einem Amtsenthebungsverfahren (Impeachment) vor dem House of Lords gegen den Earl of Strafford wegen Hochverrats. Die Lords sprachen Strafford frei, worauf das Unterhaus ihn mittels einer Bill of attainder ohne weiteren Prozess zum Tod verurteilte. Karl, der seine Herrschaft bedroht sah, gab nach und bestätigte das Todesurteil gegen Strafford. Am 12. Mai 1641 wurde der wichtigste Berater Karls hingerichtet. Der König erfüllte weitere Forderungen des Parlaments. Er versprach, es alle drei Jahre einzuberufen und es nicht ohne Zustimmung des Hauses aufzulösen. Die Star Chamber und die Hohe Kommission wurden aufgelöst.

### Auslösung des Bürgerkriegs
Auslöser des Bürgerkriegs war ein weiterer Aufstand, der diesmal in Irland ausbrach. Die katholische Bevölkerungsmehrheit erhob sich gegen die protestantischen, zumeist englischen Ansiedler. Sofort war das Parlament bereit, Gelder für eine Armee zu bewilligen, die den Aufstand niederschlagen sollte. Da die Armee jedoch unter Befehl des Königs stand, hatte man Angst, dass dieser sie gegen das Abgeordnetenhaus wenden könnte.
Deshalb kam es im November 1641 zum Versuch, dem König den Oberbefehl zu entreißen und in die Hände von Vertrauten des Parlaments zu legen. Dazu veröffentlichte man eine Protestnote, die Große Remonstranz. Diese umfassende Liste von Vorhaltungen gegen die Politik des Königs war von Pym eingebracht worden und erhob erstmals die Forderung nach einer parlamentarischen Kontrolle der Regierung. Bei der Abstimmung über die Remonstranz zeigte sich jedoch, dass Karl noch immer zahlreiche Anhänger im Unterhaus hatte. Ein Großteil der konservativen Mitglieder, die im Königtum ein von Gott geheiligtes Amt sahen, war nicht bereit, dieser Forderung zuzustimmen. Die Remonstranz wurde daher nur mit knapper Mehrheit angenommen.
Karl überschätzte daraufhin die Stärke seiner Position, als er am 4. Januar 1642 in bewaffneter Begleitung ins Unterhaus vordrang, um Pym zu verhaften, was aber kläglich fehlschlug und zudem die Bevölkerung Londons gegen den König aufbrachte. Er floh aus London und sammelte in Oxford seine Anhänger um sich. Wenige Wochen später brach der Englische Bürgerkrieg aus.

### Erster Bürgerkrieg
Die königlichen Truppen, die „Cavaliers“, errangen zunächst militärische Erfolge über das Parlamentsheer, die „Roundheads“, etwa in der Schlacht bei Edgehill. Doch in den Schlachten von Marston Moor 1644 und Naseby 1645 erlitten Karls Truppen entscheidende Niederlagen. In beiden Schlachten trug die aus Puritanern bestehende Kavallerietruppe der „Ironsides“ unter Oliver Cromwell entscheidend zum Sieg der New Model Army des Parlaments bei. Cromwell wurde dadurch zur Schlüsselfigur für den Bürgerkrieg und das weitere Schicksal Karls.
Karl suchte nach dem Scheitern aller militärischen Optionen zunächst bei der schottischen Armee Zuflucht. Er verhandelte insgeheim mit den Schotten und dem englischen Parlament und versuchte, beide Seiten gegeneinander auszuspielen. Sein Vorteil war, dass ohne seine Zustimmung keine verfassungsgemäße Änderung der Regierungsform in England möglich war. Allerdings wurde er im Januar 1647 in Newcastle upon Tyne den Bevollmächtigten des Parlaments ausgeliefert.

### Zweiter Bürgerkrieg und Hinrichtung

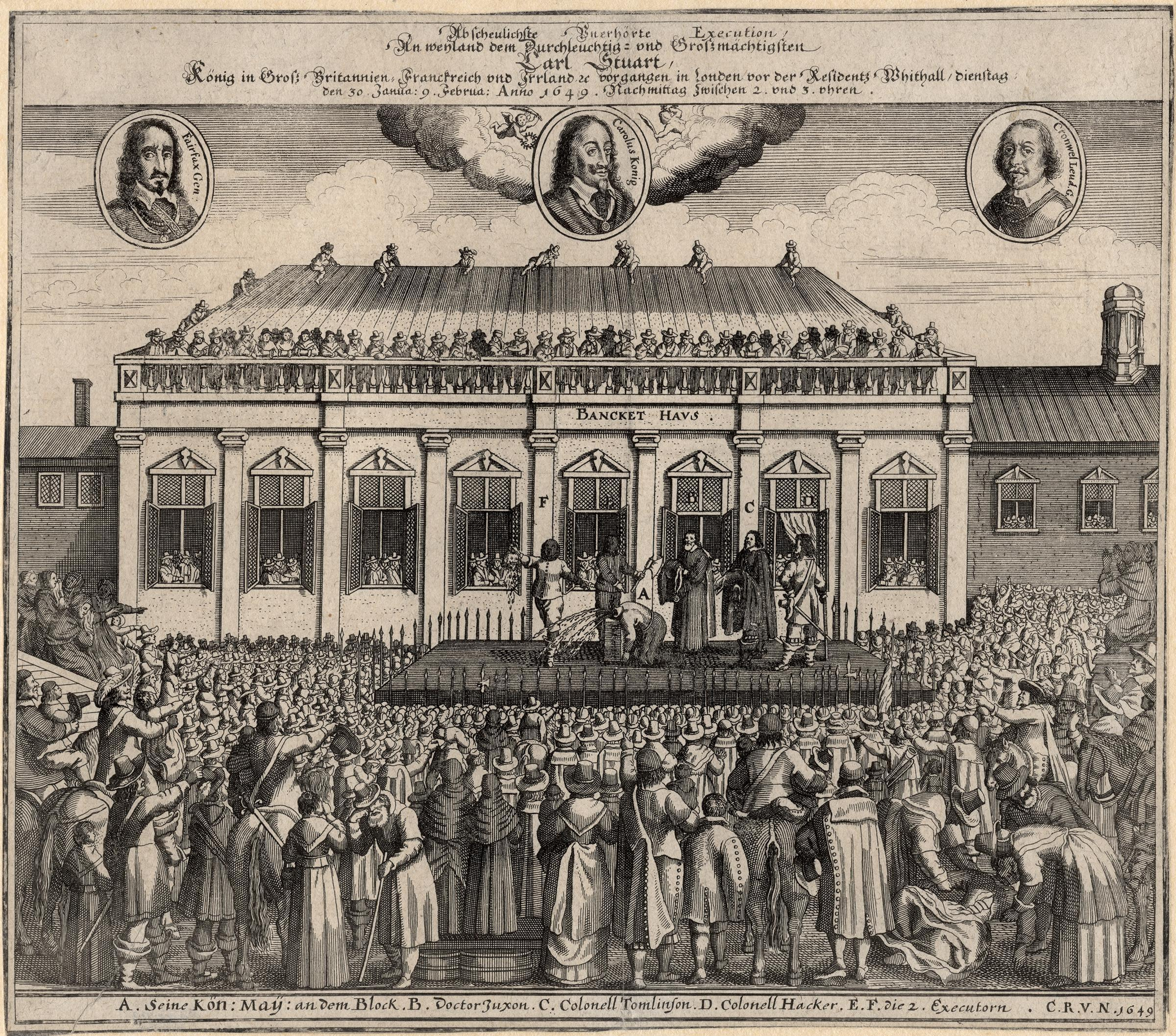
Die Enthauptung Karls I. in einem zeitgenössischen deutschen Druck

Das Lavieren des Königs führte 1648 zu einem zweiten Bürgerkrieg, in dem die schottische Armee auf seiner Seite stand. Cromwell ging gegen deren Angriff auf Nordengland vor und besiegte die ehemaligen Verbündeten in der Schlacht bei Preston vom 17. August bis 19. August 1648. Karl versuchte nun, sich mit der Parlamentsmehrheit zu einigen, und schloss den Vertrag von Newport, der ein Gesetz gegen Häresie vorsah, in dem die Puritaner einen Angriff auf ihre Glaubensfreiheit sehen mussten. Cromwell und die mehrheitlich puritanischen Offiziere der Armee hatten bis dahin geglaubt, mit dem König noch zu einer Einigung kommen zu können, und hatten selbst mit ihm verhandelt.
Nach Newport erkannten sie, dass Karl nicht bereit war, sich in eine neue Verfassungsordnung in ihrem Sinne einbinden zu lassen. Solange der König lebte, war er für sie eine ständige Bedrohung und konnte jederzeit neue Bürgerkriege heraufbeschwören. Sie nahmen Karl daher gefangen und zwangen das Parlament, ihn wegen Hochverrats anzuklagen. Eigens für diesen Zweck wurde ein High Court of Justice eingerichtet. Von den 135 Mitgliedern dieses Tribunals lehnten viele ihre Aufgabe ab oder erschienen nicht zu den Verhandlungen. Nur 68 Mitglieder nahmen an dem Prozess teil, der am 20. Januar 1649 in Westminster Hall begann. Am 26. Januar wurde Karl zum Tode verurteilt, 59 Mitglieder des High Court unterzeichneten das Urteil.
Karl wurde am 30. Januar 1649 vor dem Banqueting House in London enthauptet. Am 7. Februar 1649 wurde er in der St.-Georgs-Kapelle von Schloss Windsor in Berkshire beerdigt. Hier ruht er neben Heinrich VIII. Wenige Wochen später erklärte das Unterhaus England zur Republik. Sie wurde von Oliver Cromwell unter dem Titel eines Lordprotektors bis zu dessen Tod 1658 regiert. Zwei Jahre später kam es unter Karls I. Sohn Karl II. zur Restauration des Stuart-Königtums.Baraa

## Nachkommen

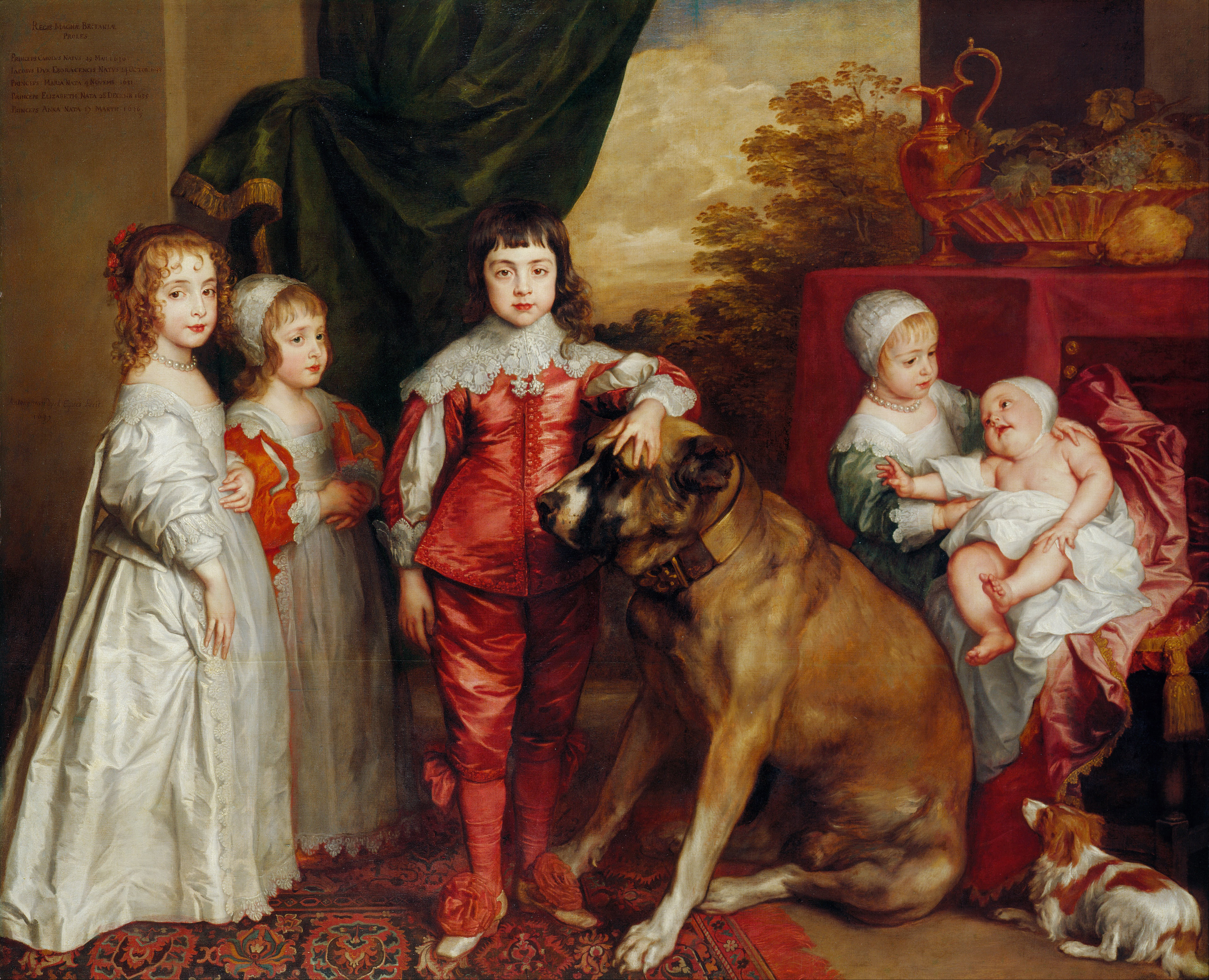
Die fünf ältesten Kinder Karls I., von links: Maria, Jakob, Karl, Elisabeth und Anne. Gemälde von Anthonis van Dyck, 1637.

Aus der Ehe mit Prinzessin Henrietta Maria von Frankreich gingen neun Kinder hervor, von denen zwei am Tag ihrer Geburt starben:
- Karl Jakob (* † 13. Mai 1629)
- Karl II. (1630–1685), König von England, Schottland und Irland.
- Maria (1631–1660) ⚭ Wilhelm II., Prinz von Oranien
- Jakob II. (1633–1701), König von England, Schottland und Irland.
- Elisabeth (* 29. Dezember 1635 – † 13. September 1650)
- Anne (* 17. März 1637 – † 15. November 1640)
- Katharina (* † 29. Juni 1639)
- Heinrich, Duke of Gloucester (1640–1660)
- Henriette Anne (1644–1670) ⚭ Philipp I., Herzog von Orléans

baraa der uncoole

## Vorfahren
| Matthew Stewart, 4. Earl of Lennox | Matthew Stewart, 4. Earl of Lennox | Matthew Stewart, 4. Earl of Lennox | Matthew Stewart, 4. Earl of Lennox | Matthew Stewart, 4. Earl of Lennox | Matthew Stewart, 4. Earl of Lennox |              |              | Margaret Douglas | Margaret Douglas | Margaret Douglas | Margaret Douglas | Margaret Douglas                                | Margaret Douglas                                |                                                 |                                                 | Jakob V. von Schottland                         | Jakob V. von Schottland                         | Jakob V. von Schottland | Jakob V. von Schottland | Jakob V. von Schottland | Jakob V. von Schottland |              |              | Marie de Guise | Marie de Guise | Marie de Guise | Marie de Guise | Marie de Guise | Marie de Guise |  |  | Christian III. von Dänemark | Christian III. von Dänemark | Christian III. von Dänemark | Christian III. von Dänemark | Christian III. von Dänemark | Christian III. von Dänemark |                            |                            | Dorothea von Sachsen-Lauenburg | Dorothea von Sachsen-Lauenburg | Dorothea von Sachsen-Lauenburg | Dorothea von Sachsen-Lauenburg | Dorothea von Sachsen-Lauenburg | Dorothea von Sachsen-Lauenburg |                   |                   | Ulrich von Mecklenburg | Ulrich von Mecklenburg | Ulrich von Mecklenburg | Ulrich von Mecklenburg | Ulrich von Mecklenburg | Ulrich von Mecklenburg |                        |                        | Elisabeth von Dänemark | Elisabeth von Dänemark | Elisabeth von Dänemark | Elisabeth von Dänemark | Elisabeth von Dänemark | Elisabeth von Dänemark |
| Matthew Stewart, 4. Earl of Lennox | Matthew Stewart, 4. Earl of Lennox | Matthew Stewart, 4. Earl of Lennox | Matthew Stewart, 4. Earl of Lennox | Matthew Stewart, 4. Earl of Lennox | Matthew Stewart, 4. Earl of Lennox |              |              | Margaret Douglas | Margaret Douglas | Margaret Douglas | Margaret Douglas | Margaret Douglas                                | Margaret Douglas                                |                                                 |                                                 | Jakob V. von Schottland                         | Jakob V. von Schottland                         | Jakob V. von Schottland | Jakob V. von Schottland | Jakob V. von Schottland | Jakob V. von Schottland |              |              | Marie de Guise | Marie de Guise | Marie de Guise | Marie de Guise | Marie de Guise | Marie de Guise |  |  | Christian III. von Dänemark | Christian III. von Dänemark | Christian III. von Dänemark | Christian III. von Dänemark | Christian III. von Dänemark | Christian III. von Dänemark |                            |                            | Dorothea von Sachsen-Lauenburg | Dorothea von Sachsen-Lauenburg | Dorothea von Sachsen-Lauenburg | Dorothea von Sachsen-Lauenburg | Dorothea von Sachsen-Lauenburg | Dorothea von Sachsen-Lauenburg |                   |                   | Ulrich von Mecklenburg | Ulrich von Mecklenburg | Ulrich von Mecklenburg | Ulrich von Mecklenburg | Ulrich von Mecklenburg | Ulrich von Mecklenburg |                        |                        | Elisabeth von Dänemark | Elisabeth von Dänemark | Elisabeth von Dänemark | Elisabeth von Dänemark | Elisabeth von Dänemark | Elisabeth von Dänemark |
|                                    |                                    |                                    |                                    |                                    |                                    |              |              |                  |                  |                  |                  |                                                 |                                                 |                                                 |                                                 |                                                 |                                                 |                         |                         |                         |                         |              |              |                |                |                |                |                |                |  |  |                             |                             |                             |                             |                             |                             |                            |                            |                                |                                |                                |                                |                                |                                |                   |                   |                        |                        |                        |                        |                        |                        |                        |                        |                        |                        |                        |                        |                        |                        |
|                                    |                                    |                                    |                                    | Henry Stuart                       | Henry Stuart                       | Henry Stuart | Henry Stuart | Henry Stuart     | Henry Stuart     |                  |                  |                                                 |                                                 |                                                 |                                                 |                                                 |                                                 |                         |                         | Maria Stuart            | Maria Stuart            | Maria Stuart | Maria Stuart | Maria Stuart   | Maria Stuart   |                |                |                |                |  |  |                             |                             |                             |                             | Friedrich II. von Dänemark  | Friedrich II. von Dänemark  | Friedrich II. von Dänemark | Friedrich II. von Dänemark | Friedrich II. von Dänemark     | Friedrich II. von Dänemark     |                                |                                |                                |                                |                   |                   |                        |                        |                        |                        | Sophie von Mecklenburg | Sophie von Mecklenburg | Sophie von Mecklenburg | Sophie von Mecklenburg | Sophie von Mecklenburg | Sophie von Mecklenburg |                        |                        |                        |                        |
|                                    |                                    |                                    |                                    | Henry Stuart                       | Henry Stuart                       | Henry Stuart | Henry Stuart | Henry Stuart     | Henry Stuart     |                  |                  |                                                 |                                                 |                                                 |                                                 |                                                 |                                                 |                         |                         | Maria Stuart            | Maria Stuart            | Maria Stuart | Maria Stuart | Maria Stuart   | Maria Stuart   |                |                |                |                |  |  |                             |                             |                             |                             | Friedrich II. von Dänemark  | Friedrich II. von Dänemark  | Friedrich II. von Dänemark | Friedrich II. von Dänemark | Friedrich II. von Dänemark     | Friedrich II. von Dänemark     |                                |                                |                                |                                |                   |                   |                        |                        |                        |                        | Sophie von Mecklenburg | Sophie von Mecklenburg | Sophie von Mecklenburg | Sophie von Mecklenburg | Sophie von Mecklenburg | Sophie von Mecklenburg |                        |                        |                        |                        |
|                                    |                                    |                                    |                                    |                                    |                                    |              |              |                  |                  |                  |                  |                                                 |                                                 |                                                 |                                                 |                                                 |                                                 |                         |                         |                         |                         |              |              |                |                |                |                |                |                |  |  |                             |                             |                             |                             |                             |                             |                            |                            |                                |                                |                                |                                |                                |                                |                   |                   |                        |                        |                        |                        |                        |                        |                        |                        |                        |                        |                        |                        |                        |                        |
|                                    |                                    |                                    |                                    |                                    |                                    |              |              |                  |                  |                  |                  | Jakob VI. von Schottland = Jakob I. von England | Jakob VI. von Schottland = Jakob I. von England | Jakob VI. von Schottland = Jakob I. von England | Jakob VI. von Schottland = Jakob I. von England | Jakob VI. von Schottland = Jakob I. von England | Jakob VI. von Schottland = Jakob I. von England |                         |                         |                         |                         |              |              |                |                |                |                |                |                |  |  |                             |                             |                             |                             |                             |                             |                            |                            |                                |                                |                                |                                | Anna von Dänemark              | Anna von Dänemark              | Anna von Dänemark | Anna von Dänemark | Anna von Dänemark      | Anna von Dänemark      |                        |                        |                        |                        |                        |                        |                        |                        |                        |                        |                        |                        |
|                                    |                                    |                                    |                                    |                                    |                                    |              |              |                  |                  |                  |                  | Jakob VI. von Schottland = Jakob I. von England | Jakob VI. von Schottland = Jakob I. von England | Jakob VI. von Schottland = Jakob I. von England | Jakob VI. von Schottland = Jakob I. von England | Jakob VI. von Schottland = Jakob I. von England | Jakob VI. von Schottland = Jakob I. von England |                         |                         |                         |                         |              |              |                |                |                |                |                |                |  |  |                             |                             |                             |                             |                             |                             |                            |                            |                                |                                |                                |                                | Anna von Dänemark              | Anna von Dänemark              | Anna von Dänemark | Anna von Dänemark | Anna von Dänemark      | Anna von Dänemark      |                        |                        |                        |                        |                        |                        |                        |                        |                        |                        |                        |                        |
|                                    |                                    |                                    |                                    |                                    |                                    |              |              |                  |                  |                  |                  |                                                 |                                                 |                                                 |                                                 |                                                 |                                                 |                         |                         |                         |                         |              |              |                |                |                |                |                |                |  |  |                             |                             |                             |                             |                             |                             |                            |                            |                                |                                |                                |                                |                                |                                |                   |                   |                        |                        |                        |                        |                        |                        |                        |                        |                        |                        |                        |                        |                        |                        |
|                                    |                                    |                                    |                                    |                                    |                                    |              |              |                  |                  |                  |                  |                                                 |                                                 |                                                 |                                                 |                                                 |                                                 |                         |                         |                         |                         |              |              |                |                |                |                | Karl I.        |                |  |  |                             |                             |                             |                             |                             |                             |                            |                            |                                |                                |                                |                                |                                |                                |                   |                   |                        |                        |                        |                        |                        |                        |                        |                        |                        |                        |                        |                        |                        |                        |

## Karl I. und das Schachspiel
Das Schachspiel war bevorzugter Zeitvertreib von Karl I. Am 8. Oktober 1640 schrieb ein Höfling in einem Brief:

“the King when he is neither in the field (where he is constantly every fair day), nor at the Council, passes most of his time at chess with the Marquis of Winchester”

„Sollte er nicht im Feld stehen (was er jeden schönen Tag tut), noch im Kronrat sein, verbringt der König die meiste Zeit, indem er Schach mit dem Marquis von Winchester spielt“

Auch bei der Bestellung zum Gentleman of the Bedchamber achtete Karl I. darauf, dass es sich dabei um geübte Schachspieler handelte. Einem von ihnen, Montagu Bertie, 2. Earl of Lindsey, ist das 1656 veröffentlichte Buch The Royall Game of Chesse-Play gewidmet, in dem ausdrücklich auf die Schachleidenschaft des Königs und seines Hofstaates Bezug genommen wird. Auch der Historiker Thomas Herbert gehörte zu seinen Spielpartnern. Nach dem Tode Karls I. kursierte die Anekdote, dass während einer Schachpartie der Kopf des weißen Königs abgefallen sei, was als Omen für seine spätere Hinrichtung gedeutet wurde. Gelegentlich wurde auch behauptet, der König habe neben der Bibel auch ein Schachbrett zum Schafott mitgebracht, was aber wahrscheinlich nicht zutrifft. Ein von Karl I. genutztes Schachbrett aus Silber und Bernstein, das in den Besitz des Erzbischofs von Canterbury, William Juxon kam, wurde 2012 bei Sotheby’s für 601.250 englische Pfund versteigert.

## Rezeption
Im Anglo-Katholizismus wird Karl I. als Märtyrer und Heiliger verehrt. St.-Charles-Kirchen aus der Zeit des Britischen Weltreichs haben ihn als Patron. Sein Gedenktag im anglikanischen Kalender ist der 30. Januar.
Siehe: Karlskirche
Die Hinrichtung Karls I. sorgte in Europa als Angriff auf eine göttlich verbürgte Ordnung für Aufsehen. Andreas Gryphius thematisierte den Vorfall in seinem Trauerspiel Ermordete Majestät oder Carolus Stuardus König von Gross Brittannien (Erstdruck 1657, überarbeitet 1663) und stellte ihn aus der Perspektive des Gottesgnadentums dar: In dem Stück erscheint Karl als Postfiguration Christi, da er, wie betont wird, unschuldig hingerichtet wird und noch auf dem Blutgerüst seinen Anklägern vergibt. Das Stück verliert erst dann seinen tendenziösen Charakter, wenn man das dargestellte Geschehen nicht allein auf die zeitgenössische Politik, sondern auch auf die für das barocke Trauerspiel fundamentale Frage nach der Möglichkeit von Erlösung bezieht.
Marieluise Fleißer schrieb zwischen 1940 und 1945 ein Drama Karl Stuart, das 2009 erstmals aufgeführt wurde.
Sein Sohn Karl II. benannte die Provinz Carolina ihm zu Ehren.

### Trivia
Die Geschichte um die Festnahme und Hinrichtung von Karl I. und seine Folgen findet sich auch in den Romanen Die drei Musketiere von Alexandre Dumas und Königsmörder von Robert Harris.